# FROM TOKOROZAWA WITH LOVE 〜所沢より愛をこめて
『FROM TOKOROZAWA WITH LOVE 〜所沢より愛をこめて』（フロム・トコロザワ・ウィズ・ラブ～ところざわよりあいをこめて）は、1984年7月10日に発売された、所ジョージの9枚目のアルバム。

## 解説
レコード会社のレーベル印字ミスにより、A面は本来7曲入りで、7曲分の曲名は印字されているが、通し番号のみ、6が誤って2度印字され、7が無いまま出荷された。

## 収録曲
作詞・作曲：所ジョージ
編曲：クニ河内（A面）幾見雅博（B面）

### SIDE A
1. FROM TOKOROZAWA WITH LOVE
2. 深夜のユニマート24
3. コモエスタ・オホーツク
4. 西武園恋唄
  - さとう宗幸の「青葉城恋唄」のパロディ
5. 南極の空
6. いいなり
7. GOOD-BYE SUMMER SEASON 夏の終りに

### SIDE B
1. 涙と汗の青春
2. いわゆる俺の名前で出ているんだぜ。
3. COME BACK HAMAGURI TO SAYAMAKO（ヘビーメタル・マーチ編）
4. エッセイ冬哀し
5. I've got a すんごいですね ROCK'N ROLL HEART
  - フジテレビ系帯トークバラエティ番組『笑っていいとも!』のコーナーのテーマ曲
6. さよなら